# براين أوفييدو
براين جوزويه أوفييدو خيمينيز (بالإسبانية: Bryan Josué Oviedo Jiménez)‏ وهو لاعب كرة قدم كوستاريكي في مركز الظهير الأيسر ولد في يوم 18 فبراير 1990 في بلدة سيوداد كيسادا وهو حالياً يلعب مع نادي إيفرتون وسبق له اللعب مع نادي نوردشيلاند ونادي كوبنهاغن وديبورتيفو سابريسا ولعب مع منتخب كوستاريكا لكرة القدم ويبلغ طوله 172 سم.

## روابط خارجية
- براين أوفييدو على موقع الاتحاد الدولي (مؤرشف)  (الإنجليزية)
- براين أوفييدو على موقع الاتحاد الأوربي (الإنجليزية)
- براين أوفييدو على موقع الدوري الأمريكي (الإنجليزية)
- براين أوفييدو على موقع قاعدة بيانات كرة القدم.إي يو (الإنجليزية)
- براين أوفييدو على موقع ناشيونال فوتبول تيمز (الإنجليزية)
- براين أوفييدو على موقع Soccerbase.com (لاعب) (الإنجليزية)
- براين أوفييدو على موقع Soccerway.com (الإنجليزية)
- براين أوفييدو على موقع عالم كرة القدم.نت (الإنجليزية)
- براين أوفييدو على موقع AS.com (الإسبانية)